# 疑海狮属
疑海狮属（学名：Pithanotaria）是海狮科下的一个属。

## 下属物种
本属包括以下物种：
- 斯氏疑海狮 Pithanotaria starri Kellogg, 1925，斯塔尔疑海狮